# Het masker van de rode dood
Het masker van de rode dood (The Masque of the Red Death) is een vertelling van Edgar Allan Poe uit 1842. Het werd voor het eerst gepubliceerd in het Philadelphia uitgegeven tijdschrift Graham's Magazine, waarvan Poe destijds redacteur was. 

## Plot
Er heerst een plotselinge en zeer zware epidemie, bekend onder de naam 'de rode dood', die binnen korte tijd talloze slachtoffers maakt. Prins Prospero, de plaatselijke heerser, besluit zich met duizend uitverkoren edelen, hovelingen en vrienden terug te trekken in zijn versterkte abdij in een poging de gevreesde ziekte buiten de deur te houden. Alle in- en uitgangen worden afgesloten en er zijn meer dan genoeg voorraden om het lange tijd vol te houden.
Na enige maanden geeft prins Prospero een gemaskerd bal, dat gehouden wordt in zeven door hemzelf ingerichte vertrekken. De zalen zijn naar zijn bijzondere smaak ingericht in zeven verschillende kleuren: blauw, paars, groen, oranje, wit, violet en zwart, met een gelijkgekleurde verlichting, behalve in de zwarte zaal, die verlicht wordt met een dieprode scharlaken kleur. In die kamer staat ook een grote houten klok die elk uur met een doordringend geluid de tijd aangeeft. Zodra de klok slaat, blijven de gasten verschrikt staan en luisteren nerveus of in gedachten verzonken. Ook het orkest zwijgt op die momenten. Zodra de slagen van de klok zijn weggestorven, hernemen de feestelijkheden hun gang.
Als om middernacht de laatste slag van de klok heeft weerklonken valt het de bezoekers op dat een onbekende in het rood geklede gast zich bij hen heeft gevoegd, met een angstaanjagend masker. Prins Prospero is verontwaardigd. Hij eist van de geheimzinnige gast te vertellen wie hij is en wat hij komt doen. Maar deze zwijgt en loopt langs prins Prospero, zonder naar hem te kijken. De prins eist van zijn gasten de vreemdeling te ontmaskeren, maar zij deinzen allen terug als de gemaskerde hen passeert. Ten slotte besluit Prospero de ongenode gast zelf te confronteren. Als deze hem in het gezicht staart, valt Prospero dood ter aarde. Het hele gezelschap begeeft zich naar de zwarte kamer om de vreemdeling uiteindelijk te ontmaskeren. Als zij hierin slagen blijkt de gestalte echter vorm noch inhoud te hebben, maar de rode dood zelf te zijn. Alle gasten vallen ten slotte als slachtoffer van de ziekte dood neer.

## Verfilming
Het verhaal is diverse keren verfilmd. In 1964 maakte filmregisseur Roger Corman een film onder dezelfde titel naar een sterk aangepast scenario, waarin prins Prospero (Vincent Price) een wrede satanist is die zich met zijn vrienden vermaakt met bizarre spelletjes en rituelen. Ook hier ontkomen de gasten niet aan het noodlot. 